# Aston Martin DB4 GT
Az Aston Martin DB4 GT egy limitált kiadású Aston Martin sportkupé. A DB4 új korszakot nyitott az Aston Martin életében. A megnövelt teljesítményű GT változat igazi ritkaság.

## Története
1958-ban bocsátotta ki az Aston Martin a DB4-es típust. Az Egyesült Királyságban készült, de a formát az olasz Touring of Milan tervezőiroda alkotta meg. Ezt a típust új 3,7 literes motorral szerelték fel.
1959-ben a kisebb tengelytávolságú, kétüléses DB4 GT a dupla gyújtógyertyák miatt sportosabb és nagyobb teljesítményű lett. 1963-ban a DB5 váltja a DB4-est. Mindössze 75 darab GT változat készült.

## Jellemzői

### Olasz Stílus
A DB4 típust az olasz Touring of Milan tervezőiroda alkotta meg. Ez a forma apró változtatásokkal 1970-ig, a DB6 gyártásának végéig megmaradt.

### Erős acél váz
A DB4 alváza sajtolt acélból készült, amelyet hegesztett elemek tesznek merevebbé. Ezt a szerkezetet a DB4 típuson vetették be, és alapvetően különbözött a DB Mk II alvázától.

### Önzáró differenciálmű
A hajtott hátsó tengelyre Salisbury Powr-lok önzáró differenciálművet szereltek, hogy a lehető legnagyobb teljesítmény jusson a talajra.

### Rövid tengelytáv
A GT modell tengelytávja 13 cm-rel kisebb mint a DB4 alapváltozaté, ezáltal könnyebb és mozgékonyabb lett az autó.

### Sajátos GT vonás
A plexi fényszóróborítás és a hátsó sárvédőn lévő, versenyautókat idéző tanksapka a GT verzió jellegzetessége.